# Jardin botanique de l'Aubrac

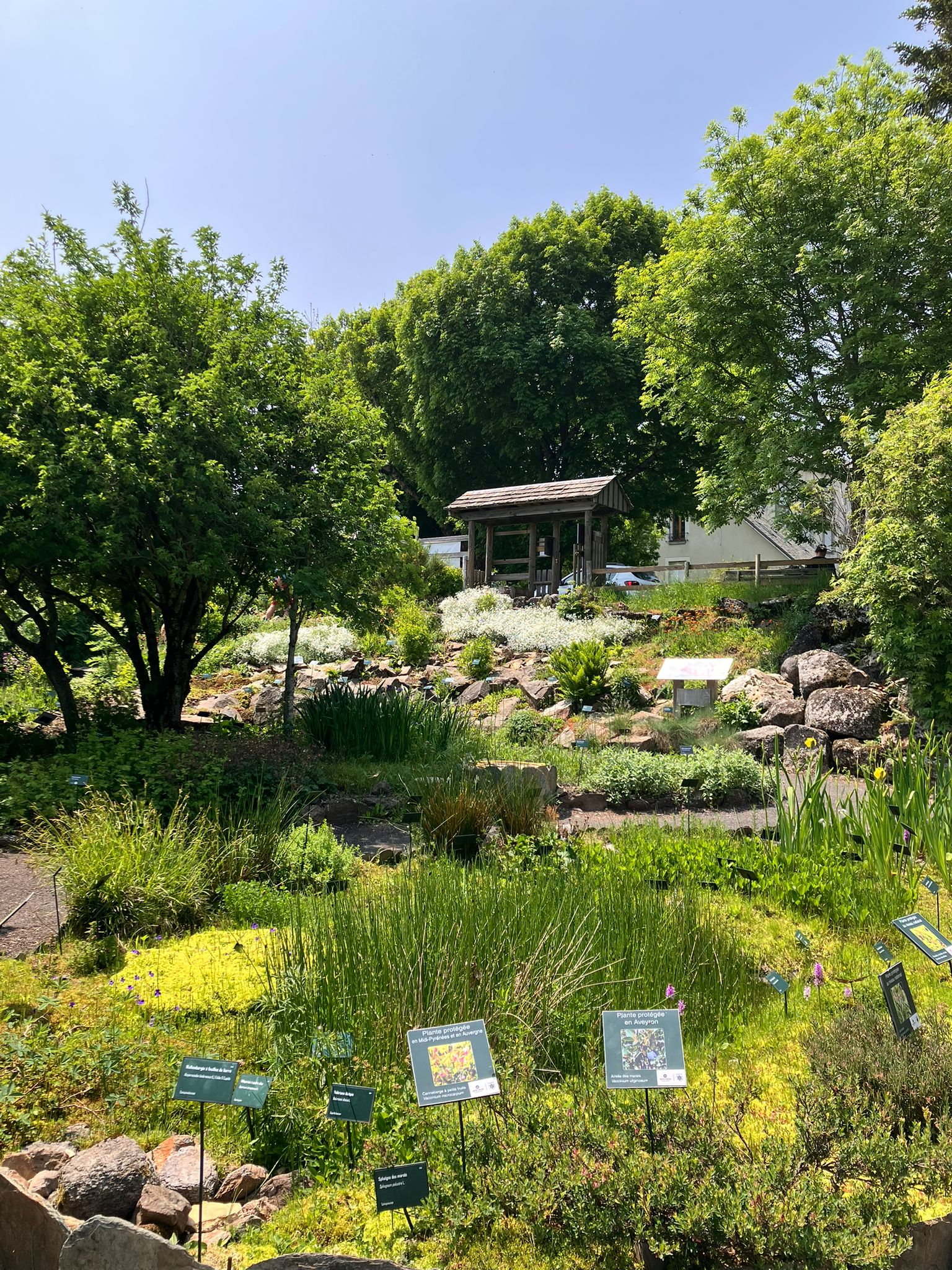
Tourbière du Jardin botanique de l'Aubrac

Le Jardin botanique de l'Aubrac d'environ 2300m² est un jardin botanique situé à Saint-Chély-d'Aubrac, Aveyron, Occitanie niché à 1300 mètres d'altitude, il se trouve au cœur du Parc naturel régional de l'Aubrac. Le jardin est ouvert au public de mi-mai à fin septembre et est géré par l'association Jardin Botanique de l'Aubrac.
Créé en 1988 à l’initiative de Francis Nouyrigat, le jardin s’inscrivait à l’origine dans le site historique de la Domerie d'Aubrac, ancien hôpital monastique. En 2011, il a été réaménagé au pied de la Maison de l’Aubrac, lui offrant une nouvelle implantation et une mise en valeur paysagère.
Le jardin abrite aujourd’hui plus de 500 espèces végétales, dont une trentaine protégée, réparties en massifs représentant les milieux naturels caractéristiques du plateau de l’Aubrac :
- pâturages : la cistre Meum athamanticum, l'Achillée millefeuille,

- rocailles : joubarbe, orpin Sedum,

- Sous-bois : Calament à grandes fleurs, Allium ursinum,

- Zone humide et tourbières, où l’on trouve des plantes rares et insectivores telles que la Linaigrette, Grassette, ou encore la Droséra[2].

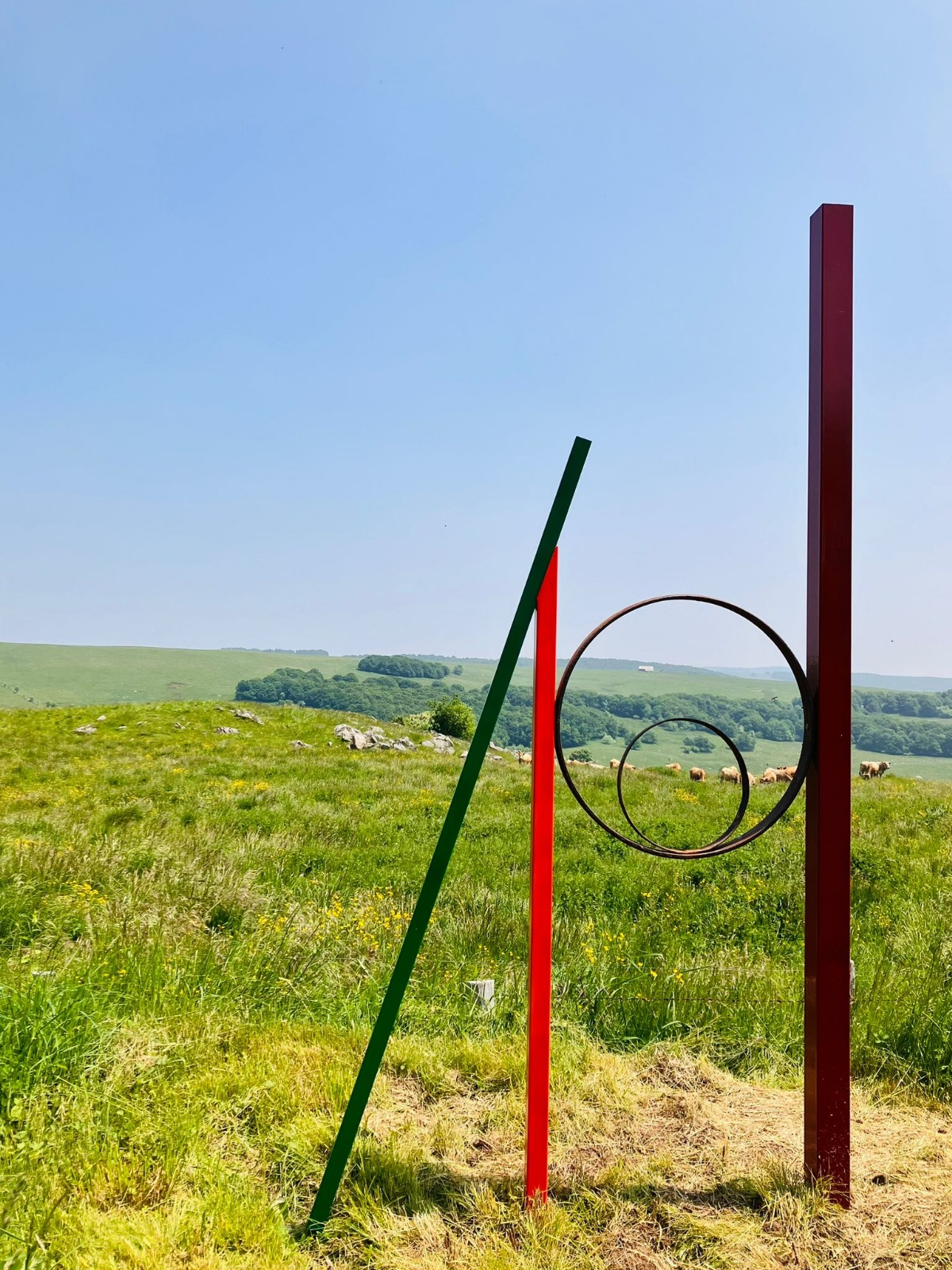
Sculpture de Jean-Charles Stora au jardin botanique de l'Aubrac

Chaque plante est identifiée par une étiquette mentionnant ses noms communs et scientifiques. Au centre du jardin se trouve une sculpture de Jean-Charles Stora.
Depuis le 1er janvier 2024, le jardin est intégré au réseau des Espace naturel sensible (ENS) du département de l’Aveyron. Il constitue un point d’accueil et d’animation de la Grande Prairie d’Aubrac, également classée ENS.
Dans le cadre de son partenariat avec le festival PHOT’Aubrac, le jardin accueillera en 2025 l’exposition photographique "Poules du peuple Bench" du photographe Hans Silvester.

## Voir Aussi
- Liste des jardins botaniques en France